# Merxheim (Francja)
Merxheim – miejscowość i gmina we Francji, w regionie Grand Est, w departamencie Górny Ren.
Według danych na rok 1990 gminę zamieszkiwało 1039 osób, 114 os./km².